# 척주뒤굽음
척주뒤굽음(kyphosis, 척주뒤굽음증) 또는 척주후만(척주후만증)은 가슴 및 엉치뼈 부위에서 발생 시 척추의 만곡률이 과도하게 비정상적으로 되는 증상이다. 퇴행성 추간판 질환(대체로 쇼이에르만병, 코펜하겐병, 척추뼈패임 압박골절이 있는 골다공증, 다발성 골수종, 정신적 외상)에 의해 발병할 수 있다.

## 사회 및 문화

### 이 질병의 영향을 받은 인물
- 마흐무트 1세
- 게오르크 크리스토프 리히텐베르크
- 피피누스 4세 기부스
- 찰스 프로테우스 스타인메츠
- 아당 드라알
- 잉에 1세 (노르웨이

## 같이 보기
- 엘러스-단로스 증후군
- 파리의 노트르담
  - 노틀담의 꼽추 (1939년 영화)
  - 노틀담의 꼽추 (1996년 영화)
- 이고르와 귀여운 몬스터 이바